# Sarah Hopkins Bradford
Pour les articles homonymes, voir Bradford (homonymie).

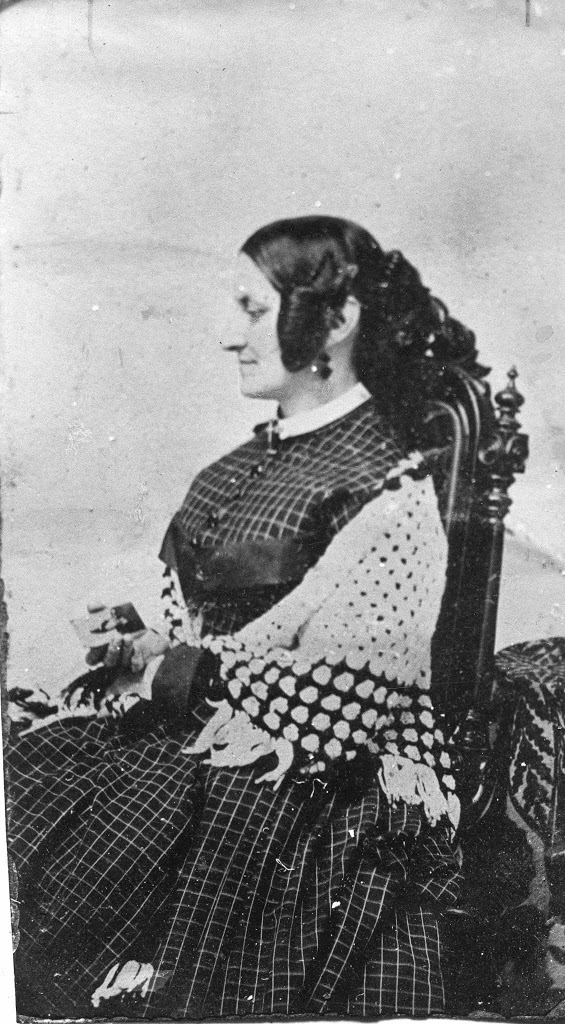
Sarah Bradford.

Sarah Hopkins Bradford (20 août 1818-25 juin 1912) est une écrivaine et historienne américaine, défenseuse des droits des femmes.

## Ouvrages
- Scenes From the Life of Harriet Tubman, 1869,  W.J. Moses, Auburn, New York
- Harriet, the Moses of Her People, 1886, George R. Lockwood & Son, New York[1]